# Lythria plumularia
Lythria plumularia is een vlinder uit de familie spanners (Geometridae). De wetenschappelijke naam is voor het eerst geldig gepubliceerd in 1831 door  Freyer.
De soort komt voor in Europa.